# Naoriya Pakhanglakpa
Naoriya Pakhanglakpa è una suddivisione dell'India, classificata come census town, di 6.619 abitanti, situata nel distretto di Imphal Ovest, nello stato federato del Manipur. In base al numero di abitanti la città rientra nella classe V (da 5.000 a 9.999 persone).

## Geografia fisica
La città è situata a 24° 46' 37 N e 93° 55' 58 E.

## Società

### Evoluzione demografica
Al censimento del 2001 la popolazione di Naoriya Pakhanglakpa assommava a 6.619 persone, delle quali 3.280 maschi e 3.339 femmine. I bambini di età inferiore o uguale ai sei anni assommavano a 694, dei quali 359 maschi e 335 femmine. Infine, coloro che erano in grado di saper almeno leggere e scrivere erano 5.227, dei quali 2.791 maschi e 2.436 femmine.